# 치조

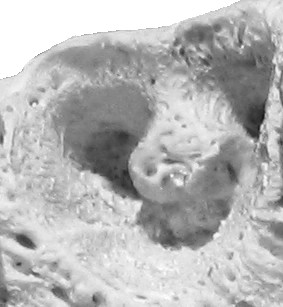

치조(齒槽) 또는 이틀은 치근이 턱뼈에 고정될 수 있도록 박혀있는 턱뼈의 공간을 의미한다. 잇몸 뒤쪽에 자리하고 있다. 치조제를 포함하는 넓은 의미로 사용되기도 한다.

## 같이 보기
- 치조제